# 1966年纽约烟雾事件
1966年纽约市烟雾事件是重大空气污染事件，在此期间，纽约市空气中几种有毒污染物的含量都达到损害人体的程度。此次烟雾事件从11月23日持续至26日，恰好是当年的感恩节假期期间。这是继1953年和1963年类似规模的事件之后，纽约市的第三次重大烟雾事件。
11月23日，美國東岸上空的大量停滞空气将污染物带到了纽约市内。三天里，纽约市被高浓度的一氧化碳、二氧化硫、烟雾和霾所吞没。纽约都会区包括新泽西州和康涅狄格州的部分地区都遭受了空气污染。11月25日，地区领导人宣布启动“第一阶段警戒”。在警戒期间，地方和州政府的领导人要求居民和企业自愿采取措施减少排放 。卫生官员建议患有呼吸或心脏疾病的人留在室内。此外，纽约市关闭了垃圾焚烧炉，要求将大量垃圾运往垃圾填埋场。11月26日，一股冷锋驱散了烟雾，警戒结束。
在随后的几个月中，医学研究人员研究了这次烟雾对健康的影响。市政官员最初坚称烟雾没有造成任何死亡，但很快人们就发现此次烟雾是重大生态灾难，严重影响了公共健康。1966年12月的一项研究估计，该市10％人口的健康都受到了影响，例如眼睛刺痛、咳嗽、呼吸困难。1967年10月发布的统计分析发现，有168人可能因此次烟雾死亡。

此次烟雾事件激发了国民对空气污染的认识，这是一个严重的健康问题和政治问题。纽约市重修了其有关空气污染控制的本地法受烟雾事件的影响，总统林登·约翰逊（Lyndon B. Johnson）和国会议员为通过规范美国空气污染的联邦法律而努力，最终于1967年颁布《空气质量法》，1970年颁布《空气净化法》。1966年的烟雾事件是一个里程碑式事件，是之后污染事件的对比基准，比如‘911’袭击造成的污染以及发生在中国的污染事件对健康的影响。

## 背景信息

### 烟雾基本信息及分类
“烟雾”一词（“烟”和“雾”的混成词）用于描述几种常见于城市和工业化地区的空气污染形式。有几种方法可以定义和分类烟雾，有些资料对两种主要烟雾进行了定义：烟状的“伦敦豌豆汤”式烟雾和霾状的“洛杉矶”式烟雾。
- 伦敦烟雾用以描述来自固定工业来源（通常是工业烟囱的煤燃烧）与自然产生的雾混合而成的颗粒物（例如二氧化硫、烟尘和烟灰）。[5]
- 洛杉矶烟雾或光化学烟雾，通常是由机动车辆和石化厂燃烧石油（和其他石化产品）和排放废气引起的。[6][7]更确切地说，光化学烟雾是碳氢化合物（或挥发性有机物）、一氧化碳、氮氧化物和其他化学物质在阳光下反应时形成的“次级”污染物（臭氧、氧化剂）。[8]随着机动车辆的普及和新电厂的发展，光化学烟雾在19世纪40年代和50年代进入现代城市。[8]

伦敦烟雾和洛杉矶烟雾并非仅指发生在这两座城市的烟雾事件。它们发生在世界各地的城市区，两种烟雾通常存在于同一地区。在1966年烟雾事件时期以及之前的20年中，纽约市的空气污染综合了伦敦烟雾和洛杉矶烟雾的特征：该时期的城市烟雾来自包括由工业燃煤等固定来源以及机动车辆等移动来源。
尽管烟雾是一种长期状况，但不利的天气条件和过多的污染物会导致烟雾浓度升高，从而导致急性病和死亡；由于低能见度和致死性，媒体经常报道这些重大烟雾事件，称其为灾害，或更具体地说，是生态灾难。重大“烟雾事件”也可以简称为“烟雾”、“烟雾”事件或“烟雾杀手”（如果它导致或有可能导致死亡）。

## 1966年以前美国烟雾事件及纽约烟雾事件

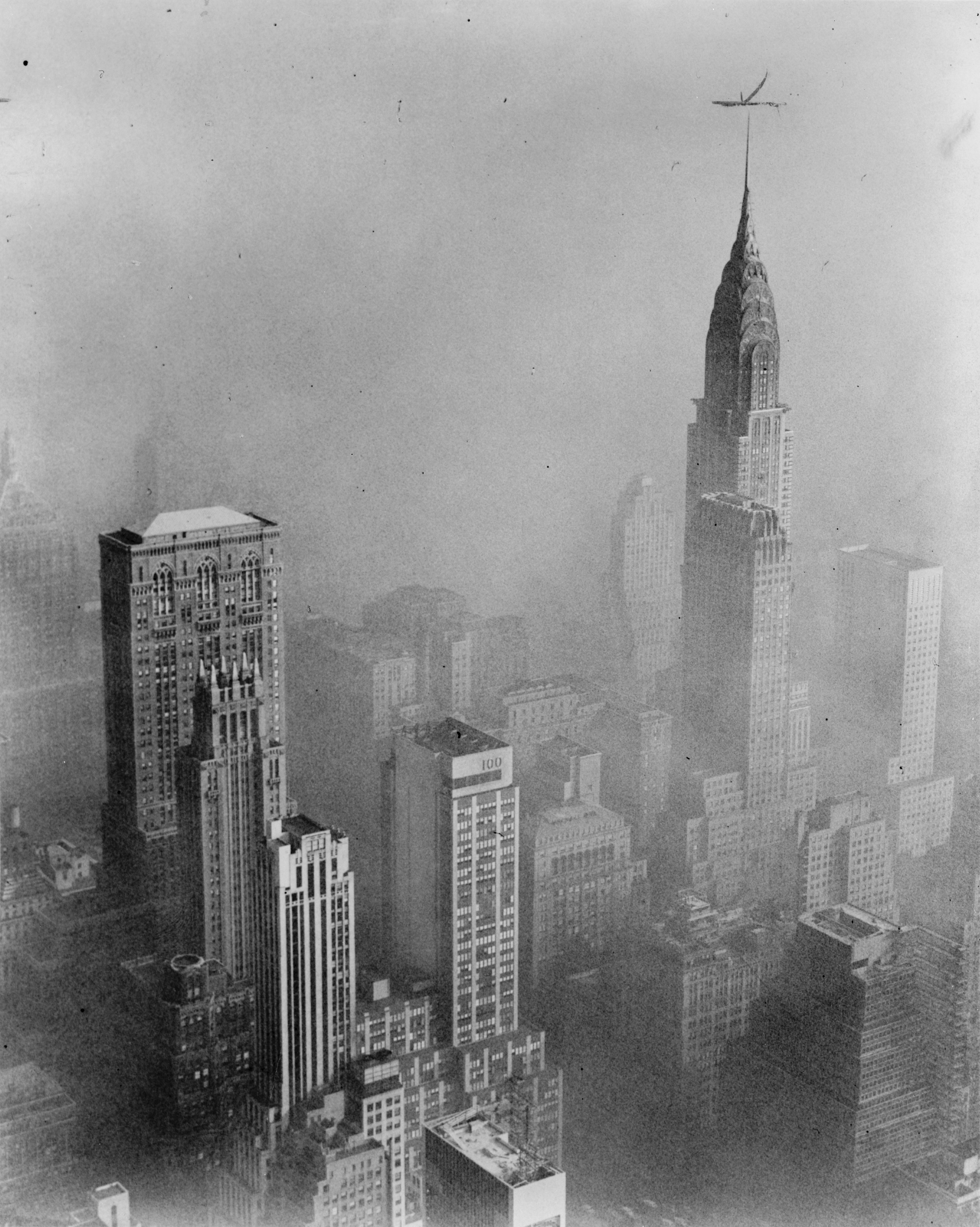
1953年11月20日，从帝国大厦（Empire State Building）俯瞰克莱斯勒大厦（Chrysler Building），为期六天的烟雾造成至少200人死亡。

甚至在1966纽约市烟雾事件发生之前，科学家、城市官员和公众就都知道该城市以及美国大多数主要城市都存在严重的空气污染问题。根据该时期的科学研究，超过60个大都会地区存在“极端严重的空气污染问题”，并且“可能没有一个人口超过五万的美国城市全年空气质量良好”。“美国东部半数的城市长期遭受空气污染问题”，空气污染最严重的城市是纽约市、芝加哥、洛杉矶、圣路易斯和费城。
据报道，纽约市的空气污染问题是美国所有城市中最严重的。尽管洛杉矶光化学烟雾长期存在且更常见、更“恶名昭彰”，并得到了公众的更大关注，但纽约市的总排放量更大，单位面积排放量也更多。尽管如此，纽约市的地貌和天气通常使得烟雾无法高浓度集中，这意味着大多数时间纽约市是没有烟雾出现的。不像洛杉矶，四面环山往往会使空气中的污染物滞留，纽约市的开放地形和有利的风况通常会在污染物形成浓雾之前将其分散。如果60年代的纽约市有着像洛杉矶一样的环境和气候，污染物就不会那么容易地逸散，烟雾将使这座城市无法居住。
1966烟雾事件之前，纽约市还发生了另外两次烟雾事件：一次是在1953年11月，另一次是在1963年1月至2月。在使用统计分析比较了烟雾发生期间的死亡人数和其他年份同一时期的死亡人数后，伦纳德·格林堡（Leonard Greenburg）领导的医学家团队确认这些烟雾事件发生期间，死亡率上升。通过观察这些数据，格林堡推断烟雾是造成或导致这些死亡的原因。1953年持续六天的烟雾事件估计造成220-240人死亡，1963年的两周烟雾事件估计造成300-405人死亡。1966年之前，纽约市还发生了其他小型烟雾事件，但并没有统计其造成的死亡数据。

### 城市空气质量检测
1953年，纽约市开设了一个实验室来监控污染，该实验室后来成为其空气污染监控部门。1966年烟雾事件时期，仅有一个站点记录空气质量的测量数据，即布雷弗曼（Braverman）及15名员工管理的位于121号东街的哈莱姆法院大楼。从单个站点进行测量意味着该指数仅反映了周围地区的状况，对整个城市的整体空气质量的测量却是粗略的，尚未形成有代表性的衡量标准。州际卫生委员会是由纽约、新泽西和康涅狄格州运营的区域机构，总部位于哥伦布圆环，它也依赖哈莱姆法院大楼的实验室。该咨询机构成立于1936年，于1962年获得纽约和新泽西州的授权监测空气污染问题。
该部门使用空气质量指数（AQI）来量化污染，AQI是对几种污染物进行综合测量后得出的单个数字。如今，美国的AQI测量已经由国家环境保护局（EPA）进行规范及监测，但在60年代，不同地区地方政府使用了“一系列混乱且不统一的空气质量报告方法”。
至1964年，空气污染控制部开发出一种名为SCS空气污染指数（SCS API）的AQI，它综合了二氧化硫（SO2）、一氧化碳（CO）和霾度系数（也称为烟雾色调）的测量结果。市实验室记录了这三种污染物的含量（通过空气中的浓度）和持续时间。SO2和CO的测量单位为每百万分含量，简称ppm，烟雾色调的测量单位为每立方英尺颗粒百万数，简称mppcf。该部门持续监测这些污染物水平并记录其每小时平均值。其联合创始人莫伊•莫迪凯•布雷弗曼（Moe Mordecai Braverman）发明的加权公式将这三种污染物的数据合并为一个数字。
该指数的平均值为12，是根据1957年至1964年收集的数据所确定，代表SO2平均值为0.18ppm，CO平均值3ppm，以及烟雾平均值2.7mppcf。如果24小时内该指数高于50，则为“紧急”情况，此标准于1964年宣布使用。1966年纽约市使用的指数系统如今任何城市都不再使用，当然，即使在当时其也为纽约市所独有。1966烟雾事件促使科学家们重新审查并改善了该城市记录空气污染物水平的方法。
在使用SCS API的基础上，纽约市采用了具有三个警戒阶段的空气污染警报系统，将日益严重的污染水平与相应的对策相匹配。该市于1966年启动唯一一次一级警戒，但尚未达到过二级以及三级警戒阶段。